# Список наград и номинаций фильма «Годзилла: Минус один»
«Годзи́лла: Ми́нус оди́н» (яп. ゴジラ-1.0 Годзира Майнасу ван, англ. Godzilla Minus One) — японский эпический фильм о кайдзю режиссёра, сценариста и автора визуальных эффектов Такаси Ямадзаки. Это 37-й полнометражный фильм о Годзилле и 33-й проект о монстре японского производства. По сюжету бывший пилот-камикадзе (Рюносукэ Камики) во времена Второй мировой войны столкнулся с Годзиллой и теперь страдает от ПТСР, в то время как монстр снова появляется в Токио. В фильме также снимались Минами Хамабэ, Юки Ямада, Минэтака Аоки, Хидэтака Ёсиока, Сакура Андо и Кураносукэ Сасаки.
Компания Toho выпустила фильм в японский прокат 3 ноября 2023 года, а в североамериканский — через месяц посредством своей дочерней компании Toho International. «Годзилла: Минус один» превзошёл все ожидания аналитиков и собрал в мировом прокате более $ 115 млн при бюджете в $ 10—12 млн, став самым кассовым японским фильмом о Годзилле в истории. «Годзилла: Минус один» удостоился всеобщего признания критиков, высоко оценивших режиссуру, сценарий, визуальные эффекты, игру актёров, музыкальное сопровождение и социальные комментарии. По данным агрегатора Rotten Tomatoes, 98 % из 206 обзоров были положительными.
«Годзилла: Минус один» получил множество наград и номинаций, в частности за визуальные эффекты Ямадзаки. Так, на 96-й церемонии вручения премии «Оскар» он был удостоен награды в категории «Лучшие визуальные эффекты», став таким образом первым фильмом франшизы, номинированным на «Оскар», и первым японским фильмом с номинацией в данной категории; а Ямадзаки стал первым с 1969 года (тогда за работу над фильмом «Космическая одиссея 2001 года» был отобран Стэнли Кубрик) режиссёром, выдвинутым на «Оскар» за лучшие визуальные эффекты. Кроме того, проект претендовал на Азиатскую кинопремию, а также на премии «Голубая лента», Hochi Film Awards и «Майнити». На 47-й церемонии вручения премии Японской киноакадемии фильм получил восемь наград (в том числе в категории «Лучший фильм»).

## Награды и номинации
| Награда                                                              | Дата церемонии вручения | Категория                                                        | Получатель(-и)                                                                | Результат     | Прим.  |
| -------------------------------------------------------------------- | ----------------------- | ---------------------------------------------------------------- | ----------------------------------------------------------------------------- | ------------- | ------ |
| «Оскар»                                                              | 10 марта 2024           | «Лучшие визуальные эффекты»                                      | Такаси Ямадзаки, Киёко Сибуя, Масаки Такахаси и Тацудзи Нодзима               | Победа        | [ 8 ]  |
| Азиатская кинопремия                                                 | 10 марта 2024           | «Лучшие визуальные эффекты»                                      | Такаси Ямадзаки, Киёко Сибуя, Масаки Такахаси и Тацудзи Нодзима               | Победа        | [ 9 ]  |
| Азиатская кинопремия                                                 | 10 марта 2024           | «Лучшая актриса второго плана»                                   | Минами Хамабэ                                                                 | Номинация     | [ 9 ]  |
| Азиатская кинопремия                                                 | 10 марта 2024           | «Лучший звук»                                                    | Нацуко Иноуэ                                                                  | Победа        | [ 9 ]  |
| Премия Ассоциации кинокритиков Остина                                | 10 января 2024          | «Лучший фильм»                                                   | «Годзилла: Минус один»                                                        | Шестое место  | [ 10 ] |
| Премия Ассоциации кинокритиков Остина                                | 10 января 2024          | «Лучший иностранный фильм»                                       | «Годзилла: Минус один»                                                        | Победа        | [ 10 ] |
| «Голубая лента»                                                      | 8 февраля 2024          | «Лучший фильм»                                                   | «Годзилла: Минус один»                                                        | Победа        | [ 11 ] |
| «Голубая лента»                                                      | 8 февраля 2024          | «Лучший режиссёр»                                                | Такаси Ямадзаки                                                               | Номинация     | [ 12 ] |
| «Голубая лента»                                                      | 8 февраля 2024          | «Лучший актёр»                                                   | Рюносукэ Камики                                                               | Победа        | [ 11 ] |
| «Голубая лента»                                                      | 8 февраля 2024          | «Лучшая актриса второго плана»                                   | Минами Хамабэ                                                                 | Победа        | [ 11 ] |
| Премия Брэма Стокера                                                 | 1 июня 2024             | «Лучший сценарий»                                                | Такаси Ямадзаки                                                               | Победа        | [ 14 ] |
| Премия Ассоциации кинокритиков Чикаго                                | 12 декабря 2023         | «Лучшее применение визуальных эффектов»                          | «Годзилла: Минус один»                                                        | Победа        | [ 15 ] |
| Премия Ассоциации кинокритиков Чикаго                                | 12 декабря 2023         | «Лучший фильм на иностранном языке»                              | «Годзилла: Минус один»                                                        | Номинация     | [ 15 ] |
| Премия инди-критиков Чикаго                                          | 20 января 2024          | «Лучший иностранный фильм»                                       | Кэндзи Ямада, Кадзуаки Кисида, Минами Итикава и Кэйитиро Мория                | Номинация     | [ 16 ] |
| Премия инди-критиков Чикаго                                          | 20 января 2024          | «Лучшие визуальные эффекты»                                      | Киёко Сибуя и Такаси Ямадзаки                                                 | Победа        | [ 16 ] |
| Ассоциация кинокритиков Коламбуса                                    | 4 января 2024           | «Лучший фильм»                                                   | «Годзилла: Минус один»                                                        | Номинация     | [ 17 ] |
| Ассоциация кинокритиков Коламбуса                                    | 4 января 2024           | «Лучший фильм на иностранном языке»                              | «Годзилла: Минус один»                                                        | Номинация     | [ 17 ] |
| Ассоциация кинокритиков Коламбуса                                    | 4 января 2024           | «Лучшая музыка»                                                  | Наоки Сато                                                                    | Номинация     | [ 17 ] |
| «Выбор критиков»                                                     | 14 января 2024          | «Лучший фильм на иностранном языке»                              | «Годзилла: Минус один»                                                        | Номинация     | [ 18 ] |
| Суперпремия «Выбор критиков»                                         | 4 апреля 2024           | «Лучший фильм в жанрах научная фантастика / фэнтези»             | «Годзилла: Минус один»                                                        | Победа        | [ 19 ] |
| Суперпремия «Выбор критиков»                                         | 4 апреля 2024           | «Лучший актёр в научно-фантастическом / фэнтезийном фильме»      | Рюносукэ Камики                                                               | Номинация     | [ 19 ] |
| Суперпремия «Выбор критиков»                                         | 4 апреля 2024           | «Лучшая актриса в научно-фантастическом / фэнтезийном фильме»    | Минами Хамабэ                                                                 | Номинация     | [ 19 ] |
| Суперпремия «Выбор критиков»                                         | 4 апреля 2024           | «Лучший злодей в фильме»                                         | Годзилла                                                                      | Победа        | [ 19 ] |
| Dead Meat Horror Awards                                              | 3 марта 2024            | «Лучшие цифровые эффекты»                                        | «Годзилла: Минус один»                                                        | Победа        | [ 20 ] |
| Dead Meat Horror Awards                                              | 3 марта 2024            | «Лучшая главная роль»                                            | «Годзилла: Минус один»                                                        | Номинация     | [ 20 ] |
| Dead Meat Horror Awards                                              | 3 марта 2024            | «Лучший ремейк или сиквел»                                       | «Годзилла: Минус один»                                                        | Победа        | [ 20 ] |
| Премия Общества кинокритиков Денвера                                 | 12 января 2024          | «Лучший фильм в жанрах научной фантастики или ужасов»            | «Годзилла: Минус один»                                                        | Победа        | [ 21 ] |
| Премия Общества кинокритиков Денвера                                 | 12 января 2024          | «Лучшие визуальные эффекты»                                      | «Годзилла: Минус один»                                                        | Номинация     | [ 21 ] |
| Премия Общества кинокритиков Денвера                                 | 12 января 2024          | «Лучший неанглоязычный фильм»                                    | «Годзилла: Минус один»                                                        | Победа        | [ 21 ] |
| Премия критиков DiscussingFilm                                       | 6 января 2024           | «Лучший иностранный фильм»                                       | «Годзилла: Минус один»                                                        | Второе место  | [ 22 ] |
| Премия критиков DiscussingFilm                                       | 6 января 2024           | «Лучшие визуальные эффекты»                                      | «Годзилла: Минус один»                                                        | Победа        | [ 22 ] |
| Премия Дориана                                                       | 26 февраля 2024         | «Неанглоязычный фильм года»                                      | «Годзилла: Минус один»                                                        | Номинация     | [ 23 ] |
| Премия Дориана                                                       | 26 февраля 2024         | «Жанровый фильм года»                                            | «Годзилла: Минус один»                                                        | Номинация     | [ 23 ] |
| Elan d’or Awards                                                     | 8 февраля 2024          | «Специальный приз»                                               | «Годзилла: Минус один»                                                        | Победа        | [ 24 ] |
| Fangoria Chainsaw Awards                                             | 13 октября 2024         | «Лучшая музыка»                                                  | Наоки Сато                                                                    | Победа        | [ 25 ] |
| Fangoria Chainsaw Awards                                             | 13 октября 2024         | «Лучший фильм в мировом прокате»                                 | «Годзилла: Минус один»                                                        | Победа        | [ 25 ] |
| Премия Общества кинокритиков Флориды                                 | 21 декабря 2023         | «Лучшие визуальные эффекты»                                      | «Годзилла: Минус один»                                                        | Победа        | [ 26 ] |
| Премия Общества кинокритиков Флориды                                 | 21 декабря 2023         | «Лучший фильм на иностранном языке»                              | «Годзилла: Минус один»                                                        | Номинация     | [ 27 ] |
| Премия Фудзимото                                                     | 19 февраля 2024         | «Премия Фудзимото»                                               | Хисаси Усуи, Сюдзи Абэ, Кэндзи Ямада, Кадзуаки Исида, Го Абэ и Кэйитиро Мория | Победа        | [ 28 ] |
| Премия Ассоциации кинокритиков Джорджии                              | 5 января 2024           | «Лучший фильм»                                                   | «Годзилла: Минус один»                                                        | Номинация     | [ 29 ] |
| Премия Ассоциации кинокритиков Джорджии                              | 5 января 2024           | «Лучший иностранный фильм»                                       | «Годзилла: Минус один»                                                        | Победа        | [ 30 ] |
| Golden Reel Awards                                                   | 3 марта 2024            | «Лучший звуковой монтаж в иностранном фильме»                    | Нацуко Иноуэ                                                                  | Номинация     | [ 31 ] |
| Golden Schmoes Awards                                                | 8 марта 2024            | «Лучший научно-фантастический фильм года»                        | «Годзилла: Минус один»                                                        | Победа        | [ 32 ] |
| Golden Schmoes Awards                                                | 8 марта 2024            | «Самая запоминающаяся сцена в фильме»                            | «Первая атака»                                                                | Номинация     | [ 32 ] |
| Golden Schmoes Awards                                                | 8 марта 2024            | «Лучшие спецэффекты года»                                        | «Годзилла: Минус один»                                                        | Победа        | [ 32 ] |
| Golden Schmoes Awards                                                | 8 марта 2024            | «Главная неожиданность года»                                     | «Годзилла: Минус один»                                                        | Победа        | [ 32 ] |
| «Золотой трейлер»                                                    | 30 мая 2024             | «Лучший иностранный боевик»                                      | «Годзилла: Минус один»                                                        | Номинация     | [ 33 ] |
| Премия Ассоциации кинокритиков Большого Западного Нью-Йорка          | 2 января 2024           | «Лучший иностранный фильм»                                       | «Годзилла: Минус один»                                                        | Номинация     | [ 34 ] |
| Премия Общества кинокритиков Гавайев                                 | 12 января 2024          | «Лучшие визуальные эффекты»                                      | «Годзилла: Минус один»                                                        | Номинация     | [ 35 ] |
| Премия Общества кинокритиков Гавайев                                 | 12 января 2024          | «Лучший фильм ужасов»                                            | «Годзилла: Минус один»                                                        | Номинация     | [ 35 ] |
| Премия Общества кинокритиков Гавайев                                 | 12 января 2024          | «Лучший научно-фантастический фильм»                             | «Годзилла: Минус один»                                                        | Победа        | [ 35 ] |
| Премия Общества кинокритиков Гавайев                                 | 12 января 2024          | «Лучший фильм на иностранном языке»                              | «Годзилла: Минус один»                                                        | Номинация     | [ 35 ] |
| Hochi Film Awards                                                    | 11 декабря 2023         | «Лучший фильм»                                                   | «Годзилла: Минус один»                                                        | Номинация     | [ 36 ] |
| Hochi Film Awards                                                    | 11 декабря 2023         | «Лучший режиссёр»                                                | Такаси Ямадзаки                                                               | Победа        | [ 37 ] |
| Hochi Film Awards                                                    | 11 декабря 2023         | «Лучший актёр»                                                   | Рюносукэ Камики                                                               | Номинация     | [ 36 ] |
| Hochi Film Awards                                                    | 11 декабря 2023         | «Лучшая актриса второго плана»                                   | Минами Хамабэ                                                                 | Номинация     | [ 36 ] |
| Премия Общества кинокритиков Хьюстона                                | 22 января 2024          | «Лучший фильм»                                                   | «Годзилла: Минус один»                                                        | Номинация     | [ 38 ] |
| Премия Общества кинокритиков Хьюстона                                | 22 января 2024          | «Лучший фильм на иностранном языке»                              | «Годзилла: Минус один»                                                        | Номинация     | [ 38 ] |
| Премия Общества кинокритиков Хьюстона                                | 22 января 2024          | «Лучшие визуальные эффекты»                                      | «Годзилла: Минус один»                                                        | Номинация     | [ 38 ] |
| Премия Ассоциации киножурналистов Индианы                            | 18 декабря 2023         | «Лучший фильм»                                                   | «Годзилла: Минус один»                                                        | Номинация     | [ 39 ] |
| Премия Ассоциации киножурналистов Индианы                            | 18 декабря 2023         | «Лучший фильм на иностранном языке»                              | «Годзилла: Минус один»                                                        | Второе место  | [ 39 ] |
| Премия Ассоциации киножурналистов Индианы                            | 18 декабря 2023         | «Лучшая музыка»                                                  | Наоки Сато                                                                    | Номинация     | [ 39 ] |
| Опрос критиков IndieWire                                             | 11 декабря 2023         | «Лучший иностранный фильм»                                       | «Годзилла: Минус один»                                                        | Восьмое место | [ 40 ] |
| Премия Международной ассоциации музыкальных кинокритиков             | 22 февраля 2024         | «Лучшая музыка к фильму»                                         | Наоки Сато                                                                    | Номинация     | [ 41 ] |
| Премия Международной ассоциации музыкальных кинокритиков             | 22 февраля 2024         | «Лучшая музыка к фильму в жанрах фэнтези или научной фантастики» | Наоки Сато                                                                    | Победа        | [ 42 ] |
| Премия Японской киноакадемии                                         | 22 февраля 2024         | «Самый популярный актёр»                                         | Юки Ямада                                                                     | Победа        | [ 43 ] |
| Премия Японской киноакадемии                                         | 8 марта 2024            | «Лучший фильм»                                                   | «Годзилла: Минус один»                                                        | Победа        | [ 7 ]  |
| Премия Японской киноакадемии                                         | 8 марта 2024            | «Лучший режиссёр»                                                | Такаси Ямадзаки                                                               | Номинация     | [ 7 ]  |
| Премия Японской киноакадемии                                         | 8 марта 2024            | «Лучший сценарий»                                                | Такаси Ямадзаки                                                               | Победа        | [ 7 ]  |
| Премия Японской киноакадемии                                         | 8 марта 2024            | «Лучший актёр»                                                   | Рюносукэ Камики                                                               | Номинация     | [ 7 ]  |
| Премия Японской киноакадемии                                         | 8 марта 2024            | «Лучшая актриса»                                                 | Минами Хамабэ                                                                 | Номинация     | [ 7 ]  |
| Премия Японской киноакадемии                                         | 8 марта 2024            | «Лучшая актриса второго плана»                                   | Сакура Андо                                                                   | Победа        | [ 7 ]  |
| Премия Японской киноакадемии                                         | 8 марта 2024            | «Лучшая операторская работа»                                     | Кодзо Сибасаки                                                                | Победа        | [ 7 ]  |
| Премия Японской киноакадемии                                         | 8 марта 2024            | «Лучшая музыка»                                                  | Наоки Сато                                                                    | Номинация     | [ 7 ]  |
| Премия Японской киноакадемии                                         | 8 марта 2024            | «Лучшее освещение»                                               | Наруюки Уэда                                                                  | Победа        | [ 7 ]  |
| Премия Японской киноакадемии                                         | 8 марта 2024            | «Лучшая работа художника-постановщика»                           | Анри Дзёдзё                                                                   | Победа        | [ 7 ]  |
| Премия Японской киноакадемии                                         | 8 марта 2024            | «Лучшая звукозапись»                                             | Хисаси Такэути                                                                | Победа        | [ 7 ]  |
| Премия Японской киноакадемии                                         | 8 марта 2024            | «Лучший монтаж»                                                  | Рюдзи Миядзима                                                                | Победа        | [ 7 ]  |
| Премия Японской кинокомиссии                                         | 20 июня 2024            | «Премия за выдающиеся достижения»                                | Хамамацу                                                                      | Победа        | [ 44 ] |
| Премия Общества кинокритиков Канзас-Сити                             | 27 января 2024          | «Лучший фильм в жанрах научной фантастики, фэнтези или ужасов»   | «Годзилла: Минус один»                                                        | Победа        | [ 45 ] |
| Kinema Jumpo Best Ten Awards                                         | 18 февраля 2024         | «Лучший фильм»                                                   | «Годзилла: Минус один»                                                        | Восьмое место | [ 46 ] |
| Премия Общества кинокритиков Лас-Вегаса                              | 13 декабря 2023         | «Лучший фильм в жанрах ужасов или научной фантастики»            | «Годзилла: Минус один»                                                        | Победа        | [ 47 ] |
| Премия Общества кинокритиков Лас-Вегаса                              | 13 декабря 2023         | «Лучший иностранный фильм»                                       | «Годзилла: Минус один»                                                        | Победа        | [ 47 ] |
| Премия Общества кинокритиков Лас-Вегаса                              | 13 декабря 2023         | «Лучшие визуальные эффекты»                                      | «Годзилла: Минус один»                                                        | Номинация     | [ 47 ] |
| Премия Общества кинокритиков Лас-Вегаса                              | 13 декабря 2023         | «Лучший боевик»                                                  | «Годзилла: Минус один»                                                        | Номинация     | [ 47 ] |
| Премия Ассоциации латиноамериканских журналистов в сфере развлечений | 12 февраля 2024         | «Лучший иностранный фильм»                                       | «Годзилла: Минус один»                                                        | Номинация     | [ 48 ] |
| Премия Ассоциации латиноамериканских журналистов в сфере развлечений | 12 февраля 2024         | «Лучшие визуальные эффекты»                                      | «Годзилла: Минус один»                                                        | Номинация     | [ 48 ] |
| «Люмьер»                                                             | 9 февраля 2024          | «Лучший иностранный фильм»                                       | «Годзилла: Минус один»                                                        | Победа        | [ 49 ] |
| «Майнити»                                                            | 14 февраля 2024         | «Приз за особые достижения»                                      | «Годзилла: Минус один»                                                        | Номинация     | [ 50 ] |
| «Майнити»                                                            | 14 февраля 2024         | «Лучший режиссёр»                                                | Такаси Ямадзаки                                                               | Номинация     | [ 50 ] |
| «Майнити»                                                            | 14 февраля 2024         | «Лучшая музыка к фильму»                                         | Наоки Сато                                                                    | Номинация     | [ 50 ] |
| «Майнити»                                                            | 14 февраля 2024         | «Лучшая работа звукорежиссёра»                                   | Хисаси Такэути                                                                | Номинация     | [ 50 ] |
| «Майнити»                                                            | 14 февраля 2024         | «Лучшая работа художника-постановщика»                           | Анри Дзёдзё                                                                   | Победа        | [ 50 ] |
| «Майнити»                                                            | 14 февраля 2024         | «Лучшая операторская работа»                                     | Кодзо Сибасаки                                                                | Номинация     | [ 50 ] |
| Music City Film Critics' Association Awards                          | 15 января 2024          | «Лучший иностранный фильм»                                       | «Годзилла: Минус один»                                                        | Победа        | [ 51 ] |
| Music City Film Critics' Association Awards                          | 15 января 2024          | «Лучший боевик»                                                  | «Годзилла: Минус один»                                                        | Номинация     | [ 52 ] |
| NBP Film Awards                                                      | 26 февраля 2024         | «Лучший иностранный фильм»                                       | «Годзилла: Минус один»                                                        | Номинация     | [ 53 ] |
| NBP Film Awards                                                      | 26 февраля 2024         | «Лучший фильм в жанрах научной фантастики или ужасов»            | «Годзилла: Минус один»                                                        | Победа        | [ 53 ] |
| NBP Film Awards                                                      | 26 февраля 2024         | «Лучшие визуальные эффекты»                                      | «Годзилла: Минус один»                                                        | Победа        | [ 53 ] |
| NBP Film Community Awards                                            | 19 февраля 2024         | «Лучший иностранный фильм»                                       | «Годзилла: Минус один»                                                        | Номинация     | [ 54 ] |
| NBP Film Community Awards                                            | 19 февраля 2024         | «Лучший фильм в жанрах научной фантастики или ужасов»            | «Годзилла: Минус один»                                                        | Победа        | [ 54 ] |
| NBP Film Community Awards                                            | 19 февраля 2024         | «Лучшие визуальные эффекты»                                      | «Годзилла: Минус один»                                                        | Второе место  | [ 54 ] |
| Nikkan Sports Film Awards                                            | 27 декабря 2023         | «Приз имени Юдзиро Исихары»                                      | «Годзилла: Минус один»                                                        | Номинация     | [ 55 ] |
| Nikkan Sports Film Awards                                            | 27 декабря 2023         | «Лучшая актриса второго плана»                                   | Минами Хамабэ                                                                 | Номинация     | [ 55 ] |
| Премия Ассоциации кинокритиков Северной Каролины                     | 3 января 2024           | «Лучший нарративный фильм»                                       | «Годзилла: Минус один»                                                        | Номинация     | [ 56 ] |
| Премия Ассоциации кинокритиков Северной Каролины                     | 3 января 2024           | «Лучший фильм на иностранном языке»                              | «Годзилла: Минус один»                                                        | Номинация     | [ 56 ] |
| Премия Ассоциации кинокритиков Северной Каролины                     | 3 января 2024           | «Лучшие спецэффекты»                                             | Киёко Сибуя                                                                   | Победа        | [ 56 ] |
| Премия Киносообщества Северной Дакоты                                | 15 января 2024          | «Лучшие визуальные эффекты»                                      | Киёко Сибуя и Такаси Ямадзаки                                                 | Номинация     | [ 57 ] |
| Премия Общества кинокритиков Оклахомы                                | 3 января 2024           | «Лучший иностранный фильм»                                       | «Годзилла: Минус один»                                                        | Второе место  | [ 58 ] |
| Премия Общества онлайн-кинокритиков                                  | 22 января 2024          | «Лучшие визуальные эффекты»                                      | «Годзилла: Минус один»                                                        | Номинация     | [ 59 ] |
| Премия Общества онлайн-кинокритиков                                  | 22 января 2024          | «Лучший неанглоязычный фильм»                                    | «Годзилла: Минус один»                                                        | Номинация     | [ 59 ] |
| Премия Ассоциации онлайн-кино и телевидения                          | 3 марта 2024            | «Лучший фильм на иностранном языке»                              | «Годзилла: Минус один»                                                        | Номинация     | [ 60 ] |
| Премия Ассоциации онлайн-кино и телевидения                          | 3 марта 2024            | «Лучшие визуальные эффекты»                                      | «Годзилла: Минус один»                                                        | Победа        | [ 60 ] |
| Премия Общества кинокритиков Филадельфии                             | 18 декабря 2023         | «Филадельфийский чизстейк»                                       | «Годзилла: Минус один»                                                        | Второе место  | [ 61 ] |
| Премия Кружка кинокритиков Финикса                                   | 18 декабря 2023         | «Лучший фильм на иностранном языке»                              | «Годзилла: Минус один»                                                        | Победа        | [ 62 ] |
| Премия Ассоциации критиков Портленда                                 | 15 января 2024          | «Лучший неанглоязычный фильм»                                    | «Годзилла: Минус один»                                                        | Номинация     | [ 63 ] |
| Премия Ассоциации критиков Портленда                                 | 15 января 2024          | «Лучший научно-фантастический фильм»                             | «Годзилла: Минус один»                                                        | Победа        | [ 63 ] |
| Премия Ассоциации критиков Портленда                                 | 15 января 2024          | «Лучшие визуальные эффекты»                                      | «Годзилла: Минус один»                                                        | Номинация     | [ 63 ] |
| Премия Ассоциации критиков Портленда                                 | 15 января 2024          | «Лучшая работа каскадёров или экшен-хореографов»                 | «Годзилла: Минус один»                                                        | Номинация     | [ 63 ] |
| Rondo Hatton Classic Horror Awards                                   | 1 июня 2024             | «Лучший фильм 2023 года»                                         | «Годзилла: Минус один»                                                        | Победа        | [ 64 ] |
| Премия Общества кинокритиков Сан-Диего                               | 19 декабря 2023         | «Лучший фильм на иностранном языке»                              | «Годзилла: Минус один»                                                        | Второе место  | [ 65 ] |
| Премия Общества кинокритиков Сан-Диего                               | 19 декабря 2023         | «Лучшие визуальные эффекты»                                      | «Годзилла: Минус один»                                                        | Победа        | [ 65 ] |
| Премия Общества кинокритиков Сан-Диего                               | 19 декабря 2023         | «Лучший звуковой дизайн»                                         | «Годзилла: Минус один»                                                        | Номинация     | [ 65 ] |
| «Сатурн»                                                             | 2 февраля 2025          | «Лучший иностранный фильм»                                       | «Годзилла: Минус один»                                                        | Победа        | [ 66 ] |
| «Сатурн»                                                             | 2 февраля 2025          | «Лучший режиссёр»                                                | Такаси Ямадзаки                                                               | Номинация     | [ 67 ] |
| «Сатурн»                                                             | 2 февраля 2025          | «Лучший сценарий»                                                | Такаси Ямадзаки                                                               | Номинация     | [ 67 ] |
| «Сатурн»                                                             | 2 февраля 2025          | «Лучшие спецэффекты»                                             | Масаки Такахаси, Тацудзи Нодзима, Киёко Сибуя и Такаси Ямадзаки               | Номинация     | [ 67 ] |
| Премия Общества кинокритиков Сиэтла                                  | 8 января 2024           | «Лучший иностранный фильм»                                       | Такаси Ямадзаки                                                               | Победа        | [ 68 ] |
| Премия Общества кинокритиков Сиэтла                                  | 8 января 2024           | «Лучшие визуальные эффекты»                                      | Такаси Ямадзаки и Киёко Сибуя                                                 | Победа        | [ 68 ] |
| Премия Общества кинокритиков Сиэтла                                  | 8 января 2024           | «Лучшая работа экшен-хореографа»                                 | Такаси Ямадзаки                                                               | Номинация     | [ 68 ] |
| Премия Общества кинокритиков Сиэтла                                  | 8 января 2024           | «Злодей года»                                                    | Годзилла                                                                      | Победа        | [ 68 ] |
| Премия Ассоциации кинокритиков Сент-Луиса                            | 17 декабря 2023         | «Лучшие визуальные эффекты»                                      | Такаси Ямадзаки                                                               | Номинация     | [ 69 ] |
| Премия Ассоциации кинокритиков Юты                                   | 6 января 2024           | «Лучший неанглоязычный фильм»                                    | «Годзилла: Минус один»                                                        | Второе место  | [ 70 ] |
| Премия Ассоциации кинокритиков Юты                                   | 6 января 2024           | «Лучшие визуальные эффекты»                                      | «Годзилла: Минус один»                                                        | Победа        | [ 70 ] |
| VFX-JAPAN Awards                                                     | 18 марта 2024           | «Лучший игровой фильм»                                           | «Годзилла: Минус один»                                                        | Победа        | [ 71 ] |
| Премия Общества специалистов по визуальным эффектам                  | 21 февраля 2024         | «Лучший анимационный персонаж в фотореалистичном фильме»         | Косукэ Тагути и Такаси Ямадзаки (за Годзиллу)                                 | Номинация     | [ 72 ] |
| Кинофестиваль в Иокогаме                                             | 4 февраля 2024          | «Десять лучших японских фильмов»                                 | «Годзилла: Минус один»                                                        | Второе место  | [ 73 ] |

## Комментарии
1. ↑  Также получил награду за роль в фильме «Даймё обанкротился» (2023)[13].
2. ↑  Также получила награду за роль в фильме «Новый Камен Райдер[англ.]»[13].